# Shotokan Ryu kase ha
El Karate "Shotokan Ryu kase ha" es la denominación comúnmente aceptada para la variante del estilo Shotokan de karate japonés, fundada en Francia por el maestro de origen japonés Taiji Kase.

## Antecedentes
En el año de 1968, el pionero de las artes marciales orientales en Francia, Henry Plée conoce al maestro japonés Taiji Kase, quien le deja gratamente impresionado, puesto que (en sus propias palabras) "...él va directamente a lo esencial, la técnica para él es sólo el medio, lo que le importa es el resultado" Lo que le impulsa a convertirse en su alumno.
Posteriormente, y a instancia de Plee, Kase toma el cargo de entrenador de la Federación Francesa de Karate, para luego establecerse definitivamente en dicho país, enseñando karate en su dojo de Francia durante casi 20 años, que permaneció abierto hasta mediados de la década de 1980. 
Kase, durante esa época, formó a los primeros campeones franceses en karate. Siendo descendiente de una dura escuela de la J.K.A., Kase se caracterizaba por sus duras sesiones de entrenamiento, pero también por lo excelente de su técnica y el énfasis en la aplicación práctica de la misma por sobre la forma preestablecida.
Entre sus estudiantes europeos más destacados estuvieron Jean Pierre Lavorato, a quien había preparado para su victoria en los campeonatos de Francia en 1968, (donde compitió con Dominique Valera) El británico Steve Cattle (quien luego fundó la Academia Inglesa de Shotokan) y posteriormente el francés Albert Boutboul, quien es el actual Jefe Instructor de la IKS Kase Ha y el Serbio/Yugoslavo Velibor Dimitrijevic-Vebo, quien fuera campeón europeo de Kata en dos ocasiones.
En la actualidad, su influencia se ha hecho sentir, a través de la acción de aquellos que fueron sus alumnos, puesto que su técnica particular es muy popular a nivel mundial, contando con dojos afiliados en Europa y América. 

## Aspectos Técnicos
Técnicamente, el Shotokan Ryu Kase Ha es una interpretación del Karate Shotokan tradicional (la partícula "kase ha" significa aproximadamente "en la visión de kase"), por lo que nos encontramos ante una escuela o variante dentro del estilo principal, no un estilo en sí. Las características más destacadas de esta escuela son: 
- En cuanto a las técnicas de mano abierta, el sensei Kase hacía énfasis en las múltiples posibilidades del shuto uke, Haito uchi y tensho uke, potenciando dichos ataques con la utilización de diversos ángulos de entrada y desde diversas distancias (conocidas como o-waza chu-waza y ko-waza). Estos movimientos se ejecutan de una manera amplia, como si se blandiera una katana.

- En la mayoría de las variantes del estilo Shotokan como JKA, ITKF, KWF, KENKOJUKU, SKI, etc. Se hace énfasis en las tácticas del Seite-waza, es decir, Una mano defiende y la otra contraataca, usualmente desde el movimiento de halón con la mano opuesta o hikite. La contribución del maestro Kase en este tema fue el desarrollo de la técnica de Hente-waza, en la que la misma mano que defiende puede ejecutar seguidamente un movimiento de ataque, de manera que se gana en tiempo y se aprovechan las extremidades de una manera más eficiente, logrando combinaciones de gran utilidad y poder.[4]

- Las katas básicas Heian se ejecutan en omote (dirección clásica) y en ura (dirección contraria). Se practica también la kata conocida como Heian Oyo, que es un combinado de las 5 Katas heian básicas, esto con la finalidad de que los cintas negras continuaran practicando las katas básicas después de lograr el primer Dan.[5]